# Skytsborg
Skytsborg, auch als Blackbeard’s Castle bekannt, ist ein denkmalgeschützter Wachturm in Charlotte Amalie auf Saint Thomas, Amerikanische Jungferninseln.
Der befestigte Wachturm wurde 1679 durch das dänische Kolonialreich auf einer leicht eiförmigen Grundfläche mit einer maximalen Breite von 6 m und einer Höhe von knapp 9,50 m errichtet. Skytsborg diente als ein äußeres Verteidigungswerk von Fort Christian und hatte ursprünglich ein offenes viertes Stockwerk als Aussichtspunkt, der mit einer Kanone bestückt war. Dies war gegen französische Überfälle, wie 1678 auf Saint Thomas geschehen, und gegen mögliche Aufstände durch Sklaven gerichtet. Die Bezeichnung Blackbeard’s Castle entstammt der falsifizierten Legende, der zufolge der Pirat Blackbeard den Turm genutzt haben soll.
Im 19. Jahrhundert wurde der Turm als privates Observatorium genutzt und das oberste Stockwerk mit einem Holzdach abgedeckt. Diese Struktur wurde um die Mitte des 20. Jahrhunderts wieder entfernt, um die historische Funktion als Wachturm wieder klar herauszustellen. Skytsborg ist wahrscheinlich das älteste unverändert erhaltene Bauwerk der Insel.
Am 20. Dezember 1991 wurde das weitgehend im Original erhaltene Skytsborg als Baudenkmal in das National Register of Historic Places der Vereinigten Staaten aufgenommen. Seit dem 12. Oktober 1994 hat Blackbeard’s Castle zudem den Status einer National Historic Landmark.